# Oak Valley (Texas)
Oak Valley város az USA Texas államában, Navarro megyében. Lakosainak száma 406 fő (2020. április 1.).

## Népesség
A település népességének változása:
| Lakosok száma | 401  | 368  | 406  |
|               | 2000 | 2010 | 2020 |